# Radwan (Wappengemeinschaft)
Das Radwan-Wappen ist ein polnisches Wappen, das vor allem während der Zeit des Königreichs Polen und Polen-Litauen genutzt wurde.

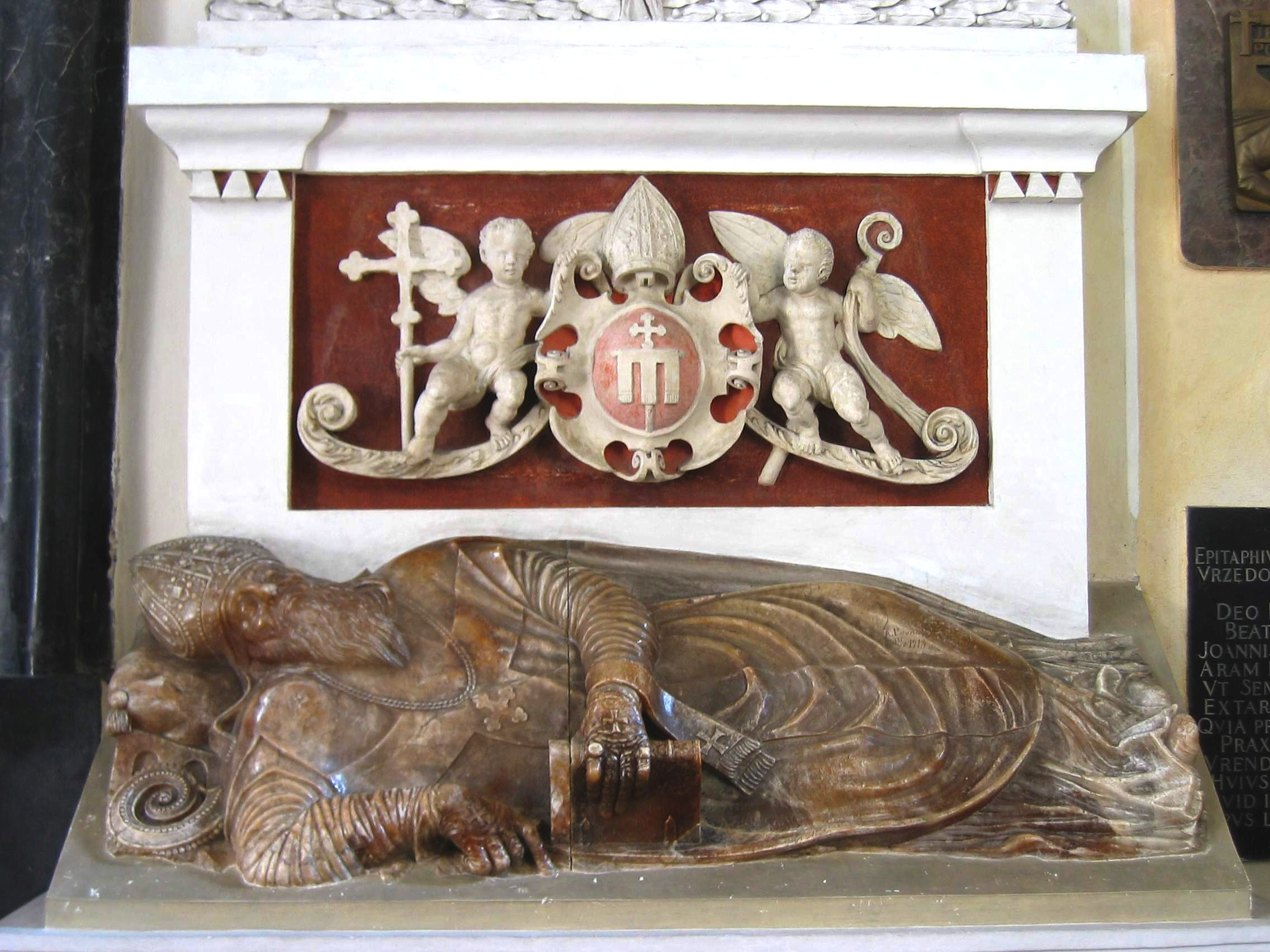
Das Wappen der Radwan auf dem Grabmal von Jan Uchański

Radwan ist der Name eines polnischen Adelsgeschlechts aus dem 12. Jahrhundert. Die Radwan waren schon immer eine sehr einflussreiche Familie, weshalb sie zahlreich im polnischen Sejm vertreten waren. Außerdem gehörten die Stadt Kalwaria Zebrzydowska und die dazugehörigen Ländereien und das Schloss zu ihrem Besitz.

## Persönlichkeiten
- Jarosław Dąbrowski
- Mikołaj Zebrzydowski
- Jakub Uchański